# Cyrtopodion
Genre
Cyrtopodion est un genre de geckos de la famille des Gekkonidae.

## Répartition
Les 25 espèces de ce genre se rencontrent dans le sud-ouest de l'Asie et dans l'est de l'Afrique.

## Description
Ce sont des geckos nocturnes et terrestres. La plupart sont beige, gris ou brun, souvent avec des bandes transversales.

## Liste des espèces
Selon The Reptile Database (31 décembre 2023) :
- Cyrtopodion agamuroides (Nikolsky, 1900)
- Cyrtopodion aravallensis Gill, 1997
- Cyrtopodion baigii Masroor, 2008
- Cyrtopodion belaense Nazarov et al., 2011
- Cyrtopodion brevipes (Blanford, 1874)
- Cyrtopodion fortmunroi (Khan, 1993)
- Cyrtopodion gastrophole (Werner, 1917)
- Cyrtopodion golubevi Nazarov et al., 2010
- Cyrtopodion hormozganum Nazarov et al., 2012
- Cyrtopodion indusoani (Khan, 1988)
- Cyrtopodion kachhense (Stoliczka, 1872)
- Cyrtopodion kiabii Ahmadzadeh et al., 2011
- Cyrtopodion kirmanense (Nikolsky, 1900)
- Cyrtopodion kohsulaimanai (Khan, 1991)
- Cyrtopodion mansarulus (Duda & Sahi, 1978)
- Cyrtopodion medogense (Zhao & Li, 1987)
- Cyrtopodion montiumsalsorum (Annandale, 1913)
- Cyrtopodion persepolense Nazarov et al., 2010
- Cyrtopodion potoharense Khan, 2001
- Cyrtopodion rhodocauda (Baig, 1998)
- Cyrtopodion rohtasfortai (Khan & Tasnim, 1990)
- Cyrtopodion scabrum (Heyden, 1827)
- Cyrtopodion sistanense Nazarov & Rajabizadeh, 2007
- Cyrtopodion vindhya Patel et al., 2023[3]
- Cyrtopodion watsoni (Murray, 1892)

## Étymologie
Ce nom vient du grec κνρτοσ, « courbé », et ποδος, « pieds », soit « aux pieds courbés ».

## Publication originale
- Fitzinger, 1843 : Systema Reptilium, fasciculus primus, Amblyglossae. Braumüller et Seidel, Wien, p. 1-106 (texte intégral).